# Pierre Garang
Pierre Louis Emmanuel Michel Garang, né le 12 janvier 1922 et mort le 19 novembre 2002, est un ingénieur aéronautique français.